# Cannocchiale polare
Un cannocchiale polare è un piccolo cannocchiale inserito in un foro al centro dell'asse polare di un telescopio: puntare il cannocchiale sul polo celeste equivale a puntarvi l'asse polare del telescopio, e serve quindi ad allineare la montatura equatoriale del telescopio stesso secondo la latitudine del luogo. Un allineamento corretto è fondamentale perché il telescopio possa seguire il moto di rotazione della volta celeste.
I cannocchiali polari sono dotati di vetrino inciso con un reticolo speciale che simula con la stessa scala angolare il campo stellare dei due poli celesti nord e sud.
Per trovare la giusta posizione della Stella Polare è anche presente una scala graduata all'esterno della montatura che, se regolata correttamente in base al giorno e all'ora, permette di indicare la posizione corretta della stella all'interno del campo visivo.